# Roger Tsien
Roger Yonchien Tsien (1. února 1952, New York, New York, USA – 24. srpna 2016, Eugene, Oregon) byl americký biochemik čínského původu. Působil jako profesor na University of California v San Diegu.

## Nobelova cena
Za rok 2008 se stal spoludržitelem Nobelovy ceny za chemii, a to „za objev a výzkum zeleného fluorescenčního proteinu“ (GFP). Jeho podíl na objevu spočívá zejména v tom, že vysvětlil detaily fluorescenčního působení tohoto proteinu a objevil jeho další varianty.